# مارگریت رنوآر
مارگریت رنوآر (انگلیسی: Marguerite Renoir؛ ۲۲ ژوئیه ۱۹۰۶ – ۱۲ ژوئیه ۱۹۸۷) تدوینگر اهل کشور فرانسه بود که در طول دوران حرفه‌ای خود روی بیش از ۶۰ فیلم کار کرد. او و کارگردانی به نام ژان رنوآر سال‌ها عاشق یکدیگر بودند و بسیاری از فیلم‌های او را تدوین کرد. اگرچه او و رنوار هرگز ازدواج نکردند، اما نام خانوادگی او را گرفت. او از حامیان حزب کمونیست فرانسه بود.
از فیلم‌هایی که وی در آن همکاری داشته‌است، می‌توان به گردشی بیرون شهر، مارسی‌یز، زندگی از آن ماست، حیوان آدم‌نما و تونی اشاره کرد.